# Поляковка (Дубровский район)
Поляковка — деревня в Дубровском районе Брянской области, в составе Алешинского сельского поселения. Расположена у юго-западной окраины деревни Герасимовка. Население — 1 человек (2010).

## История
Впервые упоминается в XVIII веке (другое название — Федосеевка). В XIX веке — владение Правиковых; входила в приход села Нижеровки (с 1856). С 1861 по 1924 в Алешинской волости Брянского (с 1921 — Бежицкого) уезда; позднее в Дубровской волости, Дубровском районе (с 1929). До 1969 в Заустьенском сельсовете; в 1969—1992 — в Серпеевском сельсовете.